# Paraspongicola
Paraspongicola is een geslacht van kreeftachtigen uit de klasse van de Malacostraca (hogere kreeftachtigen).

## Soorten
- Paraspongicola acantholepis Komai, 2011
- Paraspongicola inflatus de Saint Laurent & Cleva, 1981
- Paraspongicola pusillus de Saint Laurent & Cleva, 1981